# Pont-de-Loup
Pont-de-Loup is een dorp in de Belgische provincie Henegouwen, en een deelgemeente van de Waalse gemeente Aiseau-Presles, het was een zelfstandige gemeente tot aan de gemeentelijke herindeling van 1977.

## Geschiedenis
Pont-de-Loup was een zelfstandige gemeente, tot die bij de gemeentelijke herindeling van 1977 toegevoegd werd aan de gemeente Aiseau-Presles.

## Demografische ontwikkeling
- Bronnen:NIS, Opm:1831 tot en met 1970=volkstellingen, 1976= inwoneraantal op 31 december
- 1880: Afsplitsing van Pironchamps

## Bezienswaardigheden
- De Église Saint-Clet

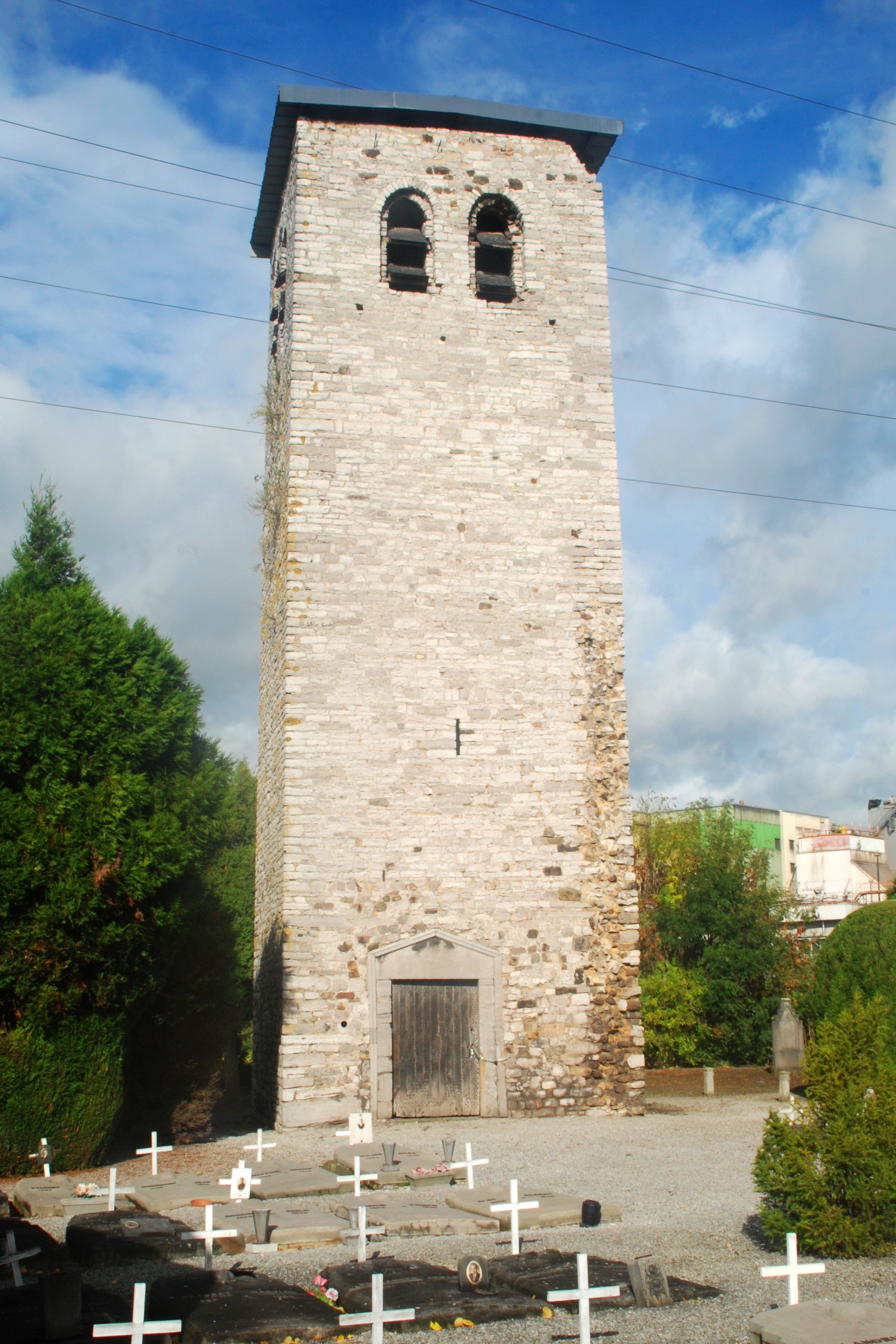
Romaanse toren

- De romaanse toren werd in 1992 beschermd als monument